# 폴라리스TV
폴라리스TV(Polaris TV)는 2005년 5월 1일에 개국한 여행 전문 케이블TV이다.
100% HD를 자체적으로 제작하고 있다. 전국 디지털케이블에 송출되고 있으며, 스카이라이프, 올레 TV, B TV, U+ TV에도 송출하고 있다. 대표적인 방송프로그램으로 랜선 투어, 여행하기 좋은 날, 낭만 도시, 보드스토리 등이 있다.